# Johan Bakayoko
Saint-Cyr Johan Bakayoko (sinh ngày 20 tháng 4 năm 1998) là một cầu thủ bóng đá chuyên nghiệp người Bỉ hiện đang thi đấu ở vị trí tiền vệ cánh hoặc tiền đạo cho câu lạc bộ bóng đá PSV Eindhoven tại Eredivisie và Đội tuyển bóng đá quốc gia Bỉ.

## Sự nghiệp câu lạc bộ

### Sự nghiệp ban đầu
Bakayoko bắt đầu sự nghiệp bóng đá ở Bỉ khi từng gắn bó với các câu lạc bộ Oud-Heverlee Leuven, Club Brugge, KV Mechelen và RSC Anderlecht.

### PSV Eindhoven
Năm 2019 anh chuyển đến học viện trẻ của câu lạc bộ PSV Eindhoven tại Eredivisie. Vào mùa giải 2019–20, anh chơi cho các đội cấp lứa tuổi U-17 và U-19 cùng một lúc và ghi tổng cộng 6 bàn sau 14 trận. Anh cũng gắn bó với PSV trong mùa giải tiếp theo và có trận ra mắt cho đội trẻ vào ngày 6 tháng 11 năm 2020 (ngày thi đấu thứ 11) trước FC Den Bosch khi vào sân thay cho Kristófer Kristinsson ở phút thứ 89. Sau đó, anh ngày càng được sử dụng nhiều hơn khi thi đấu cho đội thứ hai, nhưng cũng thỉnh thoảng chơi cho đội trẻ. Vào ngày 15 tháng 3 năm 2021 (ngày thi đấu thứ 30), anh ghi bàn thắng đầu tiên cho đội trong chiến thắng 6–1 trước Jong FC Utrecht.

## Sự nghiệp quốc tế
Bakayoko từng là cầu thủ trẻ của Bỉ sau khi thi đấu cho một số đội tuyển quốc gia cấp lứa tuổi từ U15 đến U21, nhưng chưa bao giờ tham gia một giải đấu lớn nào.
Trong các trận đấu quốc tế gặp Thụy Điển và Đức, huấn luyện viên quốc gia Domenico Tedesco lần đầu tiên gọi anh vào đội tuyển quốc gia. Anh có trận ra mắt cho đội tuyển quốc gia trong trận gặp Thụy Điển khi vào sân ở phút thứ 61. Trong chiến thắng 3–0 trên sân khách, anh đã thực hiện một pha kiến tạo cho bàn thắng thứ ba của Romelu Lukaku.

## Thống kê sự nghiệp

### Câu lạc bộ
Tính đến 17 tháng 3 năm 2024
| Câu lạc bộ          | Mùa giải            | Giải vô địch        | Giải vô địch | Giải vô địch | Cúp quốc gia | Cúp quốc gia | Châu lục | Châu lục | Khác | Khác | Tổng cộng | Tổng cộng |
| Câu lạc bộ          | Mùa giải            | Hạng đấu            | Trận         | Bàn          | Trận         | Bàn          | Trận     | Bàn      | Trận | Bàn  | Trận      | Bàn       |
| ------------------- | ------------------- | ------------------- | ------------ | ------------ | ------------ | ------------ | -------- | -------- | ---- | ---- | --------- | --------- |
| Jong PSV            | 2020–21             | Eerste Divisie      | 20           | 1            | —            | —            | —        | —        | —    | —    | 20        | 1         |
| Jong PSV            | 2021–22             | Eerste Divisie      | 32           | 17           | —            | —            | —        | —        | —    | —    | 32        | 17        |
| Jong PSV            | 2022–23             | Eerste Divisie      | 3            | 2            | —            | —            | —        | —        | —    | —    | 3         | 2         |
| Jong PSV            | Tổng cộng           | Tổng cộng           | 55           | 20           | —            | —            | —        | —        | —    | —    | 55        | 20        |
| PSV Eindhoven       | 2021–22             | Eredivisie          | 3            | 0            | 1            | 0            | 0        | 0        | 0    | 0    | 4         | 0         |
| PSV Eindhoven       | 2022–23             | Eredivisie          | 23           | 5            | 4            | 1            | 5        | 1        | 1    | 0    | 33        | 7         |
| PSV Eindhoven       | 2023–24             | Eredivisie          | 25           | 6            | 2            | 1            | 11       | 1        | 1    | 0    | 39        | 8         |
| PSV Eindhoven       | Tổng cộng           | Tổng cộng           | 51           | 11           | 7            | 2            | 16       | 2        | 2    | 0    | 76        | 15        |
| Tổng cộng sự nghiệp | Tổng cộng sự nghiệp | Tổng cộng sự nghiệp | 106          | 31           | 7            | 2            | 16       | 2        | 2    | 0    | 131       | 35        |

1. ↑  Bao gồm KNVB Cup
2. ↑  Ra sân một lần tại UEFA Champions League, ra sân bốn lần và ghi một bàn thắng tại UEFA Europa League
3. 1 2  Ra sân tại Siêu cúp bóng đá Hà Lan
4. ↑  Ra sân tại UEFA Champions League

### Quốc tế
Tính đến 26 tháng 3 năm 2024
| Đội tuyển quốc gia | Năm       | Trận | Bàn |
| ------------------ | --------- | ---- | --- |
| Bỉ                 | 2023      | 9    | 1   |
| Bỉ                 | 2024      | 1    | 0   |
| Tổng cộng          | Tổng cộng | 10   | 1   |

Tỷ số và kết quả liệt kê bàn thắng của Bỉ được để trước, cột tỷ số cho biết tỷ số sau mỗi bàn thắng của Bakayoko.
| # | Ngày                | Địa điểm                                 | Trận | Đối thủ | Bàn thắng | Kết quả | Giải đấu                 |
| - | ------------------- | ---------------------------------------- | ---- | ------- | --------- | ------- | ------------------------ |
| 1 | 20 tháng 6 năm 2023 | Sân vận động Lilleküla, Tallinn, Estonia | 4    | Estonia | 3–0       | 3–0     | Vòng loại UEFA Euro 2024 |

## Danh hiệu

### Câu lạc bộ
PSV
- KNVB Cup: 2022–23[9]
- Siêu cúp bóng đá Hà Lan: 2022,[10] 2023[11]

### Cá nhân
- Tài năng xuất sắc nhất tháng Eredivisie: Tháng 2 năm 2023, tháng 10 năm 2023, tháng 11 năm 2023
- Đội hình xuất sắc nhất tháng Eredivisie: Tháng 2 năm 2023, tháng 10 năm 2023, tháng 11 năm 2023